# On the Corner
On the Corner – album studyjny Milesa Davisa nagrany w czerwcu 1972 r.i wydany przez firmę nagraniową Columbia w lipcu tego samego roku.

## Historia nagrania i charakter albumu
Pod koniec 1971 r. w grupie Davisa zaszły zmiany; po jesiennym tournée w Europie został zwolniony perkusista Ndugu (za nienaprawienie swojego basowego bębna). Po powrocie z Europy wrócił do zespołu Jack DeJohnette. Pod sam koniec 1971 r. odszedł Keith Jarrett. On i David Liebman byli ostatnimi muzykami, których tradycja ciągnęła się od Johna Coltrane’a. Od tej pory w grupach Davisa nie będą już oni w większości.
Miles Davis zbliżył się w tym okresie bardziej do funku, którego podstawą była muzyka Jamesa Browna i Slya Stone’a. Muzycy, których wówczas zaczął zatrudniać, także odbijali jego ówczesny gust. Dlatego ponownie pojawił się w zespole Michael Henderson.
Po odejściu Jarreta Davis przez jakiś czas przestał w ogóle koncertować. Odnowił wówczas przyjaźń z brytyjskim kompozytorem Paulem Buckmasterem, który przywiózł mu wiele nowych nagrań. Davisa, który właściwie prawie się odseparował od wszystkiego, zainspirowały na tyle, że w czerwcu wraz z nowym zespołem wszedł do studia nagraniowego aby nagrać muzykę, której plonem będzie On the Corner i część albumu Big Fun.
Po wydaniu On the Corner zdobył uznanie właściwie wszystkich, od nowych fanów wywodzących się z rocka do Afroamerykanów. Jedynie spetryfikowani krytycy jazzowi nie potrafili powiedzieć nic sensownego.
Pod wieloma względami album ten wyprzedził czas, w którym tkwił jazzowy światek, chociaż dla współczesnej „klasycznej” muzyki nie był żadną nowością. Chodzi tu o manipulowanie taśmami magnetofonowymi z nagraniem muzyki. Technika ta została rozwinięta w szkole paryskiej i darmsztackiej jeszcze w latach 50. XX wieku. Buckmaster, będący pod wpływem Arnolda Schönberga, przeniósł te idee do muzycznego kręgu Davisa. Tak zaczęła się epoka, która będzie trwać aż do 1980 r.
Podczas nagrywania On the Corner używano wielu magnetofonów (w tym 16-ścieżkowego) i stosowano overdubbing.
W albumie tym pętlą (ang. loop) była zasadniczo ścieżka rytmiczna, poprzez liczne repetycje uzyskano efekt, który dziś zostałby zakwalifikowany albo jako minimalizm albo też jako trans. Na In a Silent Way i Bitches Brew Davis starał się najpierw osiągnąć odpowiedni nastrój muzyków, ściślej intuicyjną jedność; gdy został on ustalony, muzycy wykonywali sola, które nie miały zawierać nawet śladu melodii i na to kładziony był nacisk. Postępowanie przy nagrywaniu On the Corner było dokładnie odwrotne; teraz nacisk został położony na ów intuicyjno-empatyczny nastrój, a nie na improwizacje. Podczas nich muzycy byli znacznie bardziej skupieni i w pewien sposób ograniczeni. Dzięki technologicznym manipulacjom Davis stworzył to, co można by nazwać muzyką elektroniczną.
- Z sesji ukazał się także singel „The Molester” (Columbia Co 4-45709). Znalazł się na nim utwór „Black Satin”, który powstał pod wpływem Buckmastera.

## Muzycy
- Miles Davis – trąbka (wszystkie utwory)
- David Liebman – saksofon sopranowy (1)
- Carlos Garnett – saksofon sopranowy (2); saksofon tenorowy (4)
- Bennie Maupin – klarnet basowy (2)
- John McLaughlin – gitara (1)
- David Creamer – gitara (2, 3, 4)
- Herbie Hancock – pianino elektroniczne (Fender Rhodes, syntezator)
- Chick Corea – pianino elektroniczne (Fender Rhodes)
- Harold „Ivory” Williams – organy, syntezator
- Michael Henderson – gitara basowa
- Colin Walcott – elektryczny sitar (1, 3, 4)
- Khalil Balakrishna – elektryczny  sitar (2)
- Billy Hart – perkusja
- Jack DeJohnette – perkusja
- Al Foster – perkusja
- Don Alias – perkusja, kongi
- Badal Roy – tabla

## Spis utworów

### Strona pierwsza
| 1. | „On the Corner/New York Girl/ Thinkin' of One Thing and Doin' Another/ Vote for Miles” | 19:56 |
|    |                                                                                        |       |
| 2. | „Black Satin”                                                                          | 5:15  |
|    |                                                                                        |       |
|    |                                                                                        | 25:11 |
|    |                                                                                        |       |

### Strona druga
| 1. | „One and One”               | 6:09  |
|    |                             |       |
| 2. | „Helen Butte/Mr. Freedom X” | 23:18 |
|    |                             |       |
|    |                             | 29:27 |
|    |                             |       |

## Opis płyty

### Płyta analogowa (winylowa)
- Producent – Teo Macero
- Inżynier dźwięku – Stan Tonkel
- Miksowanie – Russ Payne
- Daty nagrania – 1 czerwca, 6 czerwca, 7 czerwca 1972
- Miejsce nagrania –
- Czas albumu – 54 min. 38 sek.
- Data wydania – 1 lipca 1972
- Firma nagraniowa – Columbia
- Projekt okładki – Corky McCoy
- Wewnętrzne zdjęcie – Allen Morgan

### Wznowienie na CD
- Producenci – Bob Belden
- Cyfrowy mastering – Mark Wilder
- Studio – Sony Music Studios, Nowy Jork
- Dyrektor projektu wznowień – Seth Rothstein
- Legacy A & R – Steve Berkowitz
- Kierownik artystyczny – Howar Fritzson
- Koordynator A & R – Patti Matheny i Darren Salmieri
- Projekt – Randall Martin
- Fotografie we wkładce – Urve Kuusik, Art Maillet, Don Hunstein
- Firma nagraniowa – Columbia/Legacy
- Numer katalogowy – CK 47036
- ©1992 Sony Music Entertainment Inc.